# Periboia
Periboia (Oudgrieks: Περίβοια / Períboia) is de naam van verscheidene personages in de Griekse mythologie.
1. Een Najade in Arcadië. Zij werd door de Arcadische koning Lelas bemind en schonk hem zulk een vurige wederliefde, dat zij haar onsterfelijkheid voor hem prijsgaf en met hem in het huwelijk trad.
2. De dochter van Hipponoös. Daar zij zich had laten verleiden, zond haar vader haar naar Oineus, koning van Calydon in Aetolië, opdat deze haar als slavin zou verkopen. Oineus behield haar echter voor zichzelf en werd bij haar de vader van Tydeus.
3. De echtgenote van koning Polybos van Korinthe, die Oedipus aan zijn hof opnam en opvoedde.
4. Een Najade die gehuwd was met Icarius en hem een dochter Penelope baarde, die later de gade werd van Odysseus.
5. Een dochter van Alkathoös, die met Telamon gehuwd was en bij hem de moeder werd van de grotere Aias. Door sommigen wordt zij Eriboia genoemd.
6. Een dochter van Eurymedon, die heerste over een volk van reuzen. Zij baarde Poseidon een zoon, Nausithoös. Nausithoös was koning van de Faiaken en vader van Alcinoüs en Rhexenor.